# وارن فوستر
وارن فوستر (بالإنجليزية: Warren Foster)‏ ولد وتوفي (24 أكتوبر 1904 بروكلين، نيويورك- ديسمبر 1971 سان كليمنتي، كاليفورنيا). كان كاتب نصوص، رسام كارتون، ومؤلف موسيقى للرسوم المتحركة التي أنتجتها وارنر براذرز، وللتي أنتجتها هانا-باربيرا .
تلقى تعليمه في كلا من بروكلين تيك وبرات إنستيتوت، لينضم في 1956 إلى جمعية المؤلفين والكتاب والناشرين الموسيقيين الأمريكية ASCAP.
بدأ حياته المهنية الطويلة في وارنر عام 1938 ككاتب فيلم بوركي إن واكيلاند، ليكمل 171 من عروض الكارتون في عام 1959، شارك فوستر في تأليف أغنية تويتي آي توت آي تو أ بودي تات، كما ألف العديد من قصص الكارتون الجيدة مثل بووك ريفيو وذا غريت بيغي بانك روبري من بطولة دافي داك.
انتقل عام 1961 إلى هانا-باربيرا حيث قضى الخمس السنوات اللاحقة في كتابة عدد من برامج الرسوم المتحركة مثل ذا يوغي بير شو، وبعض حلقات ذا فليسنتونز، وآخر فيلم سينمائي له ذا مان كالد فلينستون.

## وصلات خارجية
- وارن فوستر على موقع IMDb (الإنجليزية)
- وارن فوستر على موقع ألو سيني (الفرنسية)
- وارن فوستر على موقع ميوزك برينز (الإنجليزية)
- وارن فوستر على موقع أول موفي (الإنجليزية)
- وارن فوستر على موقع قاعدة بيانات الأفلام السويدية (السويدية)
- وارن فوستر على موقع ديسكوغز (الإنجليزية)
- وارن فوستر على موقع قاعدة بيانات الفيلم (الإنجليزية)
- وارن فوستر على موقع كينوبويسك (الروسية)
- ضريح وارن فوستر في موقع Find-a-Grave